# Rosemarie Ackermann
Rosemarie Ackermann   (Lohsa, 4 d'abril de 1952), nascuda Witschas, és una ex-atleta de la República Democràtica Alemanya, especialitzada en salt d'alçada. Va ser la primera dona en aconseguir saltar per sobre dels 2 metres.
Va començar a competir per la RDA a les Olimpíades de Mèxic de 1968, amb 16 anys. Quatre anys després, competiria als Jocs Olímpics d'Estiu de 1972 on va aconseguir el setè lloc. Va guanyar la medalla d'or al Campionat d'Europa d'atletisme de 1974, on va assolir per primer cop el rècord del món. El 1976 obtingué la medalla d'or a Montreal. Va aconseguir el rècord del món dels 2 metres el 1977. Als Campionats d'Europa de 1978, va saltar fins a 2,01 metres però al celebrar-ho va caure el llistó. Es va retirar el 1980 després de quedar quarta als Jocs Olímpics de Moscou.
És la darrera dona que va marcar un rècord del món amb l'estil ventral i la darrera atleta que va guanyar una medalla d'or amb aquest estil. Un any després del seu record de 2 metres, la italiana Sara Simeoni va aconseguir el nou rècord en 2,01 metres saltant en estil Fosbury.